# Gloiopotes ornatus
Gloiopotes ornatus är en kräftdjursart som beskrevs av C. B. Wilson 1905. Gloiopotes ornatus ingår i släktet Gloiopotes och familjen Euryphoridae. Inga underarter finns listade i Catalogue of Life.